# 佐藤義昭
佐藤 義昭（さとう よしあき、1951年 - ）は、東京都出身の漫画家。1973年、月刊漫画ガロ4月号でデビュー。以後ガロを中心に作品を発表している。

## 主な作品
- 旧友
- 最も信用ないゲーム
- カスト
- チョコレート
- クレンザー
- マークのついた子供達
- 自転車ドライブ
- 奥さんの見た夢